# Oplegul
Oplegul ist eine osttimoresische Aldeia im Suco Holsa (Verwaltungsamt Maliana, Gemeinde Bobonaro). 2015 lebten in der Aldeia 872 Menschen.
Oplegul bildet den Westen des Sucos Holsa. Östlich liegt die Aldeia Tas, nordöstlich die Aldeias Belicou und Lolooa und nördlich des Sosso (Sasso) die Aldeia Solugolo. Im Osten umschließt Oplegul nahezu vollständig die Aldeia Rocon des Sucos Odomau. Im Südwesten grenzt Oplegul an den Suco Tapo/Memo. Hier bildet der Lale einen Teil der Grenze. Lale und Sosso gehören zum Flusssystem des Nunura.
In Oplegul befinden sich einen Grundschule und die Prä-Sekundarschule II Maliana.
2023 wurde Rofino Carlos zum Chefe de Aldeia gewählt.